# The Last Dance
The Last Dance är en amerikansk dokumentärserie från 2020. Serien är regisserad av Jason Hehir. Serien produceras av Mandalay Sports Media i samarbete med NBA Entertainment och Jump 23. Första säsongen består av 10 avsnitt.
Den svenska premiären är planerad till den 20 april 2020 på Netflix.

## Handling
Serien handlar om basketlaget Chicago Bulls och särskilt storstjärnan Michael Jordan. Under en hel säsong (1997/1998) följs Michael Jordan och hans lagkamrater och tränaren Phil Jackson i jakten på ytterligare en NBA-titel.

## Medverkande (i urval)
- Michael Jordan
- Scottie Pippen
- Dennis Rodman
- Phil Jackson